# Viski Károly Múzeum
A Viski Károly Múzeum vagy A kalocsai virágok tárháza egy múzeum Kalocsán, a Kalocsai-Sárköz tájmúzeuma, három állandó kiállítása van.

## Gyűjteményei
A múzeumnak 6742 darabból álló néprajzi gyűjteménye van, benne textíliák, bútorok és cserépedények is találhatóak. A múzeum régészeti gyűjteménye nem jelentős, ennek ellenére már néhány feltárást szervezett. A régészeti gyűjteményhez hasonlóan a múzeum történelmi gyűjteménye sem nagy, 380 darabból áll, ezek közül található pár a XVIII. és XIX. századi lelet. A múzeum körében nem játszik fontos szerepet a képzőművészet, az épület csupán 119 db ide sorolható tárgyat őriz.

## Állandó kiállításai
Egyik állandó kiállítása az „Az ásványok és az élet”, amely az egykori kalocsai jezsuita főgimnáziumban létrehozott ásványtárat mutatja be, 1940-ben a kiállítás elemeinek száma 4512 db volt. Másik állandó kiállítása a „Népek, életformák, hagyományok a Kalocsai Sárközben”, amely a sárközi emberek XVIII-XX. századi életét mutatja be. A harmadik kiállítás a „A kalocsai éremgyűjtemény” nevet viseli, és az 1800-as évek végére követhető vissza. 1860-ban a jezsuiták 20 db érmet vettek át, majd a gimnáziumi éremtár egyre gyarapodni kezdett. A múzeum 1979-ben kapta meg a gyűjteményt, amely csaknem 8500 darabot tartalmazott.